# 格拉芬沃特
格拉芬沃特是奥地利下奥地利州图尔恩县的一个市镇。总面积46.4平方公里，总人口2720人，人口密度58.6人/平方公里（2005年）。